# Azānlah
Azānlah (persiska: ازانله, Ārānlah) är en ort i Iran.   Den ligger i provinsen Kermanshah, i den nordvästra delen av landet, 400 km väster om huvudstaden Teheran. Azānlah ligger 1 948 meter över havet och antalet invånare är 259.
Terrängen runt Azānlah är kuperad västerut, men österut är den platt. Runt Azānlah är det ganska tätbefolkat, med 72 invånare per kvadratkilometer. Närmaste större samhälle är Sonqor, 12,4 km sydväst om Azānlah. Trakten runt Azānlah består till största delen av jordbruksmark.